# Джим Томас (тенісист)
Джим Томас (англ. Jim Thomas; нар. 24 вересня 1974) — колишній американський тенісист.
Найвищу одиночну позицію світового рейтингу — 288 місце досяг 2 листопада 1998, парну — 29 місце — 21 серпня 2006 року.
Здобув 6 парних титулів.
Найвищим досягненням на турнірах Великого шолома був півфінал в парному розряді.

## Фінали турнірів ATP за кар'єру

### Парний розряд:13 (6–7)
| Фінали за покриттям |
| ------------------- |
| Тверде (2–6)        |
| Трава (3–0)         |
| Ґрунт (1–1)         |
| Килим (0–0)         |

| Результат | В-П | Дата     | Турнір                | Покриття   | Партнер        | Суперники                     | Рахунок                 |
| --------- | --- | -------- | --------------------- | ---------- | -------------- | ----------------------------- | ----------------------- |
| Поразка   | 0–1 | Лис 2000 | Ьрайтон, Англія       | Тверде (i) | Пол Голдстейн  | Майкл Гілл Джефф Таранго      | 3–6, 5-7                |
| Перемога  | 1–1 | Січ 2001 | Окленд, Нова Зеландія | Тверде     | Маріус Барнард | Девід Адамс Мартін Гарсія     | 7–6(12–10), 6–4         |
| Поразка   | 1–2 | Кві 2001 | Х'юстон, США          | Ґрунт      | Кевін Кім      | Магеш Бгупаті Леандер Паес    | 6–7(4–7), 2–6           |
| Поразка   | 1–3 | Вер 2001 | Ташкент, Узбекистан   | Тверде     | Маріус Барнард | Жюльєн Бутте Домінік Грбатий  | 4–6, 6–3, 11–13         |
| Перемога  | 2–3 | Лип 2004 | Ньюпорт, США          | Трава      | Джордан Керр   | Грегорі Карраз Ніколя Маю     | 6-3, 6–7(5–7), 6-3      |
| Перемога  | 3–3 | Лип 2004 | Індіанаполіс, США     | Тверде     | Джордан Керр   | Вейн Блек Кевін Ульєтт        | 6-7(7–9), 7-6(7–3), 6-3 |
| Поразка   | 3–4 | Січ 2005 | Делрей-Біч, США       | Тверде     | Джордан Керр   | Сімон Аспелін Тодд Перрі      | 3–6, 3–6                |
| Перемога  | 4–4 | Лип 2005 | Ньюпорт, США          | Трава      | Джордан Керр   | Грейдон Олівер Тревіс Перротт | 7–6(7–5), 7–6(7–5)      |
| Поразка   | 4–5 | Лют 2006 | Сан-Хосе, США         | Тверде (i) | Пол Голдстейн  | Йонас Бйоркман Джон Макінрой  | 6–7(2–7), 6–4, [7–10]   |
| Перемога  | 5–5 | Тра 2006 | Перчах, Австрія       | Ґрунт      | Пол Генлі      | Олівер Марах Цирил Сук        | 6–3, 4–6, [10-5]        |
| Поразка   | 5–6 | Лип 2006 | Індіанаполіс, США     | Тверде     | Пол Голдстейн  | Боббі Рейнольдс Енді Роддік   | 4–6, 4–6                |
| Поразка   | 6–6 | Жов 2006 | Токіо, Японія         | Тверде     | Пол Голдстейн  | Ешлі Фішер Тріпп Філліпс      | 2-6, 5-7                |
| Перемога  | 7–6 | Лип 2007 | Ньюпорт, США          | Трава      | Джордан Керр   | Натан Гілі Ігор Куніцин       | 6–3, 7–5                |